# Lammert Hilarides
Lammert Hilarides (Leeuwarden, 25 september 1941 - Drachten, 5 april 2000) was een Nederlands politicus.
Hilarides was een Friese oud-gedeputeerde en bankdirecteur die bijna negen jaar voor de VVD in de Eerste Kamer zat. Hij was de zoon van een veehouder. Hij was twaalf jaar actief in de provinciale politiek in Friesland en al op zijn 28ste gedeputeerde. In de Senaat was hij voorzitter van de vaste commissie voor Economische Zaken. Een ziekte, die hem uiteindelijk fataal werd, overschaduwde vier jaar zijn Kamerlidmaatschap.
- Biografisch Portaal: 78248043
- Parlement.com: vg09llp5wjzk